# 通政使
通政，又可稱為通政使。為中國明朝、清朝中央官制之一，品等為正三品。該職位為通政使司的主官，職責為審閱校閱題本，轄下有通政副使、通政參議等從官。除此，還有知事、巡察、率役等輔佐人員。